# Batrachedra parvulipunctella
Batrachedra parvulipunctella ist ein Schmetterling (Nachtfalter) aus der Familie der Batrachedridae.

## Merkmale
Die Falter erreichen eine Flügelspannweite von 11 bis 15 Millimeter. Der Kopf ist ockergelb mit manchmal grauer Durchmischung. Die Fühler sind gelblich braun und haben an der Spitze fünf undeutliche Streifen verschiedener Größe. Thorax und Tegulae sind gelblich ockerfarben. Die Vorderflügel sind gelblich ockerfarben und mit braunen Schuppen gesprenkelt. Die braune Sprenkelung ist am Kostalrand und am Flügelinnenrand dichter. Ein undeutlicher brauner Strich verläuft von der Flügelbasis über der Kostalfalte bis zum Innenwinkel. Ein ähnlicher Strich befindet sich zwischen der Kostalfalte und dem Flügelvorderrand, er endet kurz vor der Spitze des Innenwinkels. Ein kleiner brauner Fleck befindet sich im unteren Strich hinter dem ersten Drittel der Vorderflügellänge, ein ähnlicher Fleck befindet sich im oberen Strich im Apikalbereich. Die Fransenschuppen sind gelblich ockerfarben, sie sind am Innenwinkel in Richtung der Flügelbasis heller. Die Hinterflügel glänzen gelblich weiß.

### Ähnliche Arten
Batrachedra parvulipunctella ähnelt Batrachedra pinicolella und Batrachedra amydraula, die erstgenannte Art ist aber etwas größer und kann anhand der gelblich ockerfarbenen Vorderflügel mit den beiden undeutlichen braunen Längsstreifen unterschieden werden.

## Verbreitung
Batrachedra parvulipunctella ist in Südeuropa und in Nordafrika (Tunesien) beheimatet. Die Art wurde auch in England gefunden, wohin ein Exemplar vermutlich durch starke Südwinde verdriftet wurde.

## Biologie
Batrachedra parvulipunctella lebt symbiotisch in Schildlauskolonien von Aclerda berlesei oder anderen Arten, die auf Schilfrohr (Phragmites australis) und Pfahlrohr (Arundo donax) vorkommen. Die Art ist vermutlich bivoltin. Die Raupen leben von Juni bis Juli und vom Herbst bis zum Frühling in weißen Gehäusen, die beidseitig Öffnungen haben und fressen die Wachsausscheidungen der Schildläuse. Das Gehäuse bedeckt eine Gruppe Schildlausweibchen oder -nymphen, so dass die Larven das Gehäuse zum Fressen nicht vollständig verlassen müssen und sich bei Störung sofort zurückziehen können. Die Raupen verpuppen sich in einem weißen, leicht transparenten Kokon in den Blattscheiden der Pflanze. Die Falter fliegen von Mai bis Juni und von Juli bis August.